# Sid Acharya
Sid Acharya ist ein australischer Komponist und Pianist. Seine Musik wird in Filmproduktionen verwendet.

## Leben und Karriere
Acharya wuchs in Aberdeen auf, bis er 2009 mit seiner Familie nach Newcastle zog. Dort besuchte er die Newcastle Grammar School. Bereits in jungen Jahren experimentierte er am Computer mit Orchestersoftware und wurde von Filmkomponisten wie Hans Zimmer, James Horner und Howard Shore inspiriert. Nach seinem Schulabschluss nahm Acharya ein Studium der Filmmusik an der University of Newcastle auf. 2018 veröffentlichte Acharya seinen ersten Soundtrack für einen von der Universität finanzierten Dokumentarfilm über den Tomaree-Nationalpark. 2019 kam sein erstes eigenes Album An Ocean of Stars heraus. Sein nächstes symphonisches Stück For Her Heart führte zu größerer Aufmerksamkeit für seine Musik, da es hohe Streamingzahlen erreichte. Im selben Jahr begann Acharya als freiberuflicher Komponist zu arbeiten und wurde von dem Label Methodic Doubt Music in Los Angeles  engagiert, sieben Alben mit kommerzieller Produktionsmusik zu komponieren. Nach seinem stetig wachsenden Erfolg arbeitete Acharya an seinem Album Stories from the Sky, das 2020 veröffentlicht wurde.
2020 wurde Acharyas Musik bei einer NASA-Veranstaltung mit Übertragung des Astronauten Andrew Morgan an Bord der Internationalen Raumstation verwendet. Sein Stil ist am deutlichsten durch die Verwendung elektronischer Elemente mit Orchestertexturen erkennbar, hauptsächlich im Genre der zeitgenössischen klassischen Musik.

## Diskografie
- 2018: An Ocean of Stars
- 2019: For Her Heart
- 2019: Hymns of the Highlands
- 2019: State of Mind
- 2019: It’s a Bittersweet Life
- 2020: A Lifetime Ago
- 2020: Stories from the Sky
- 2021: What We Leave Behind